# Cyclosorus intermedius
Cyclosorus intermedius là một loài thực vật có mạch trong họ Thelypteridaceae. Loài này được W.C. Shieh & J.L. Tsai mô tả khoa học đầu tiên năm 1987.